# Dohee
Dohee oder Do-hee (도희) ist ein koreanischer Vorname, der nach der revidierten Romanisierung als Dohui transkribiert wird.

## Namensträgerinnen
- Min Do-hee (* 1994), südkoreanische Popsängerin und Schauspielerin
- Noh Do-hee (* 1995), südkoreanische Shorttrackerin
- You Do-hee (* 1991), südkoreanische Rennrodlerin